# Geelbont dikkopje
Het geelbont dikkopje (Carterocephalus silvicola) is een dagvlinder uit de familie Hesperiidae, de dikkopjes.
De vlinder komt voor in Noord-Europa, Noord- en Oost-Azië. In de Nederland en België is het geelbont dikkopje afwezig. Leefgebied zijn gemengde en naaldbossen.
Waardplanten van de rups zijn breedbladige soorten uit de grassenfamilie. De rups overwintert en verpopt in het voorjaar. De vliegtijd van de enige generatie per jaar is mei en juni.

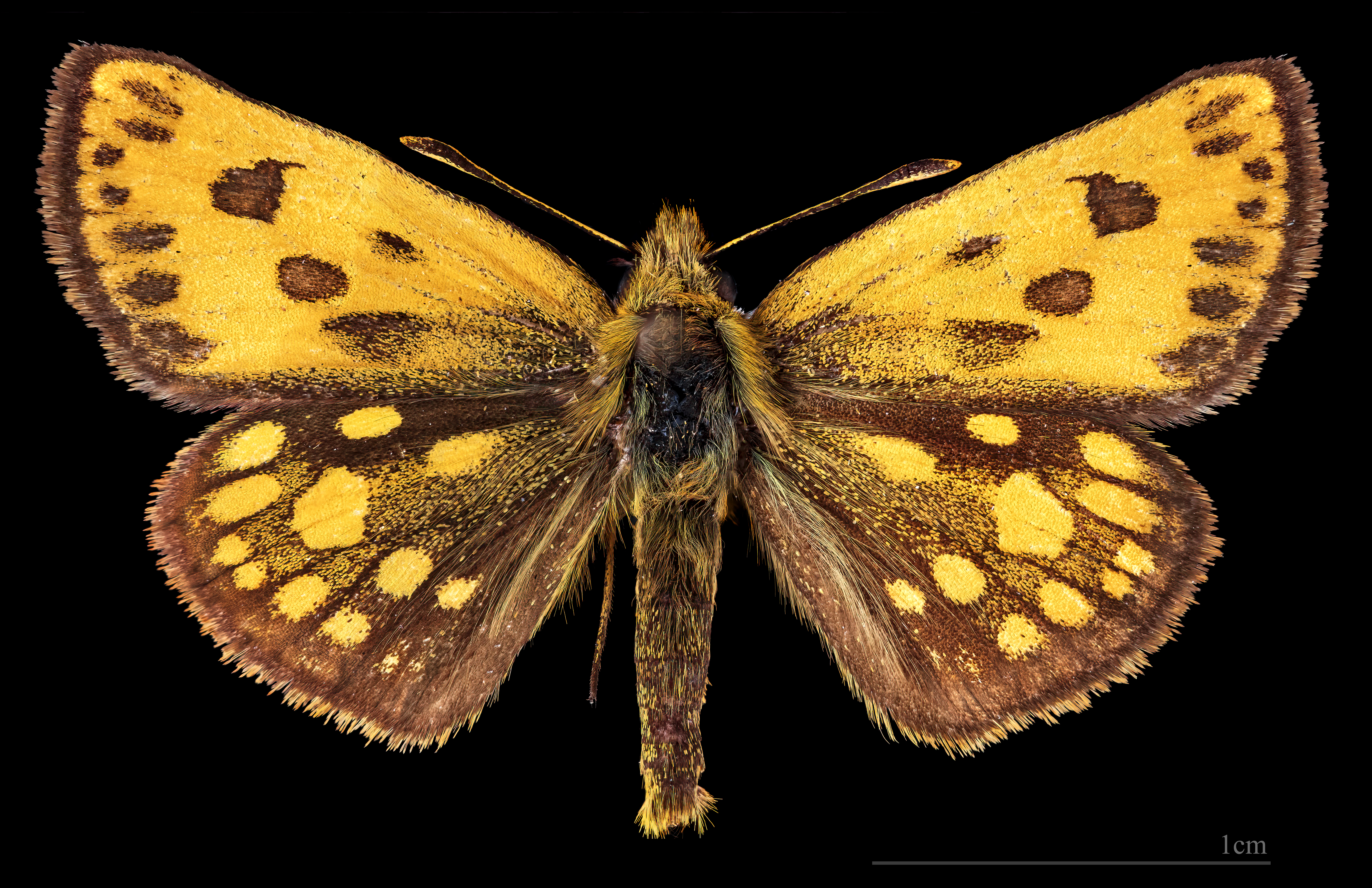
Carterocephalus silvicola ♂
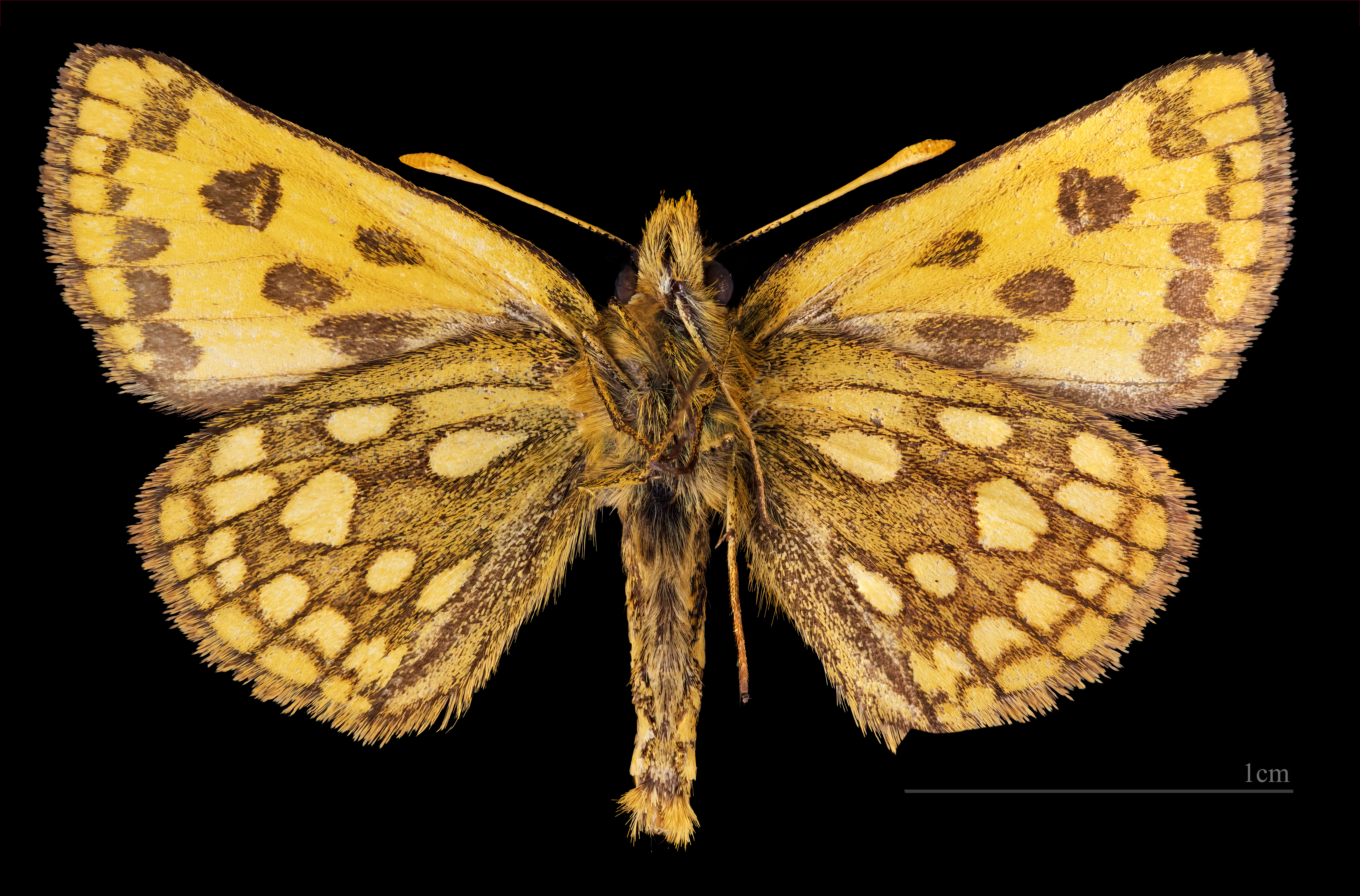
♂ △
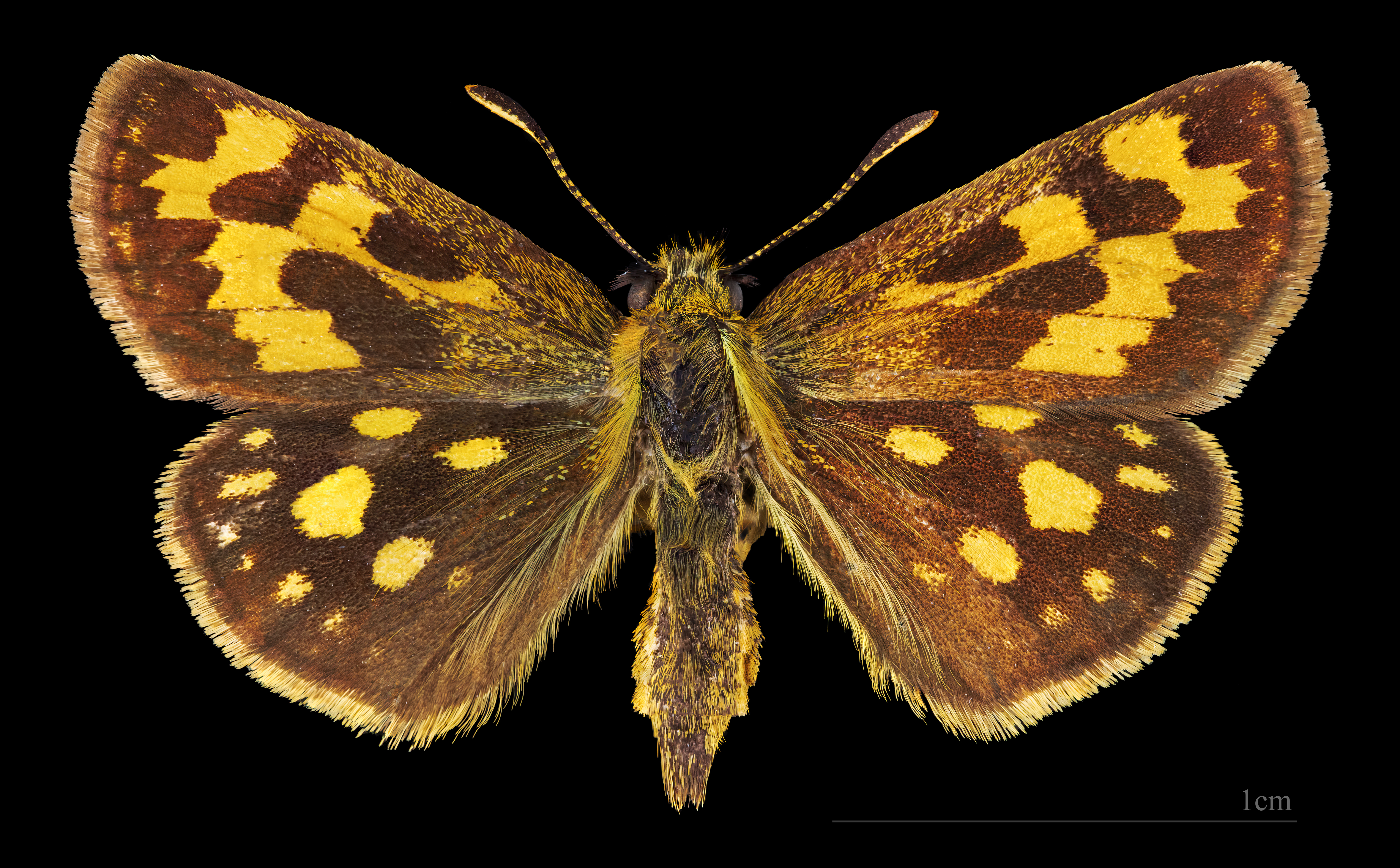
♀
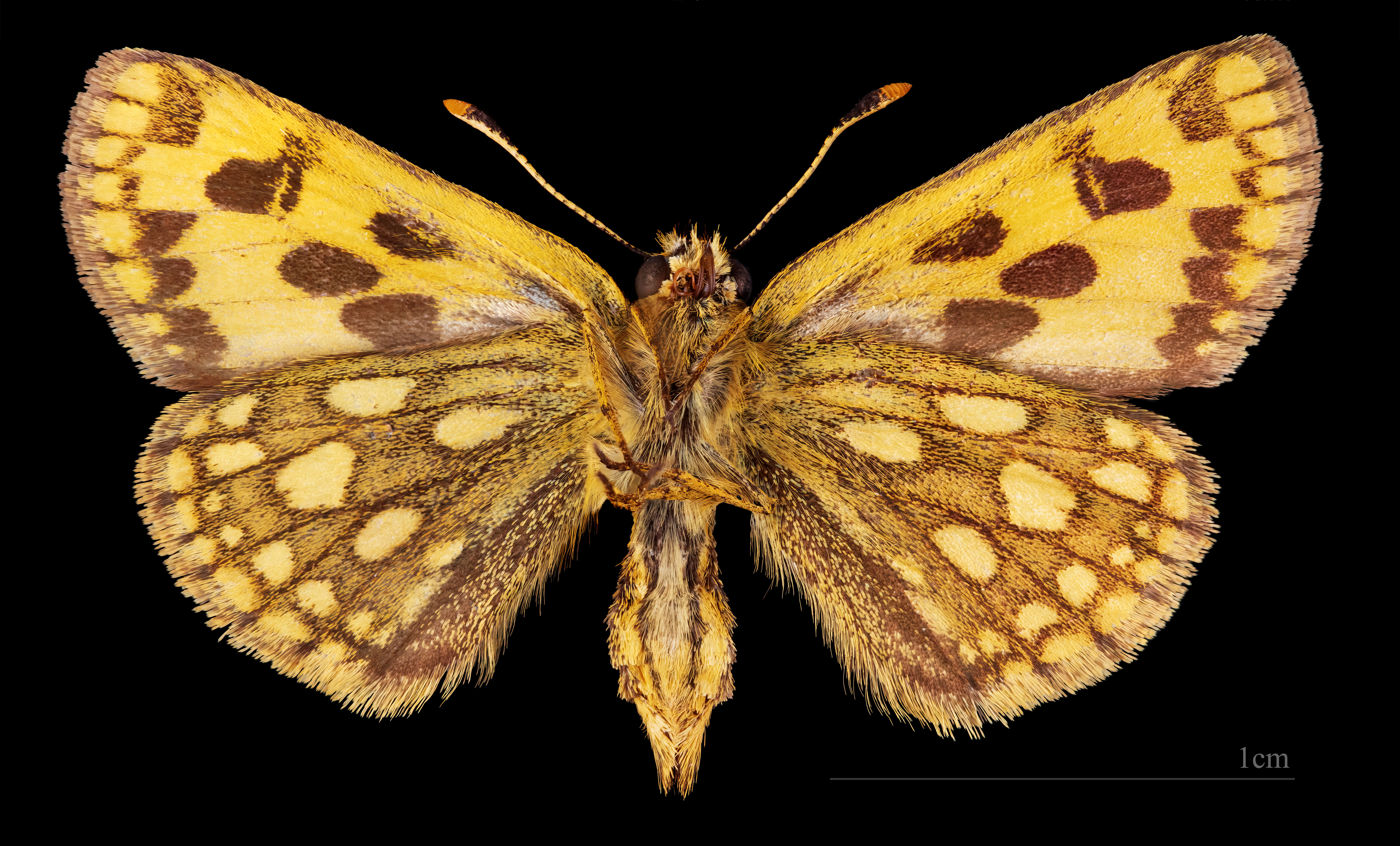
♀ △